# Spirembolus demonologicus
Spirembolus demonologicus är en spindelart som först beskrevs av Crosby 1925.  Spirembolus demonologicus ingår i släktet Spirembolus och familjen täckvävarspindlar. Inga underarter finns listade i Catalogue of Life.